# Pojok (Wates)
Pojok is een bestuurslaag in het regentschap Kediri van de provincie Oost-Java, Indonesië. Pojok telt 5323 inwoners (volkstelling 2010).